# Botrugno
Botrugno är en ort och kommun i provinsen Lecce i regionen Apulien i Italien. Kommunen hade 2 745 invånare (2017).